# حشره‌خوار بکاری
 حشره‌خوار بکاری (نام علمی: Crocidura beccarii) نام یک گونه از سرده حشره‌خوارهای دندان‌سفید است.